# Mediotipula
Mediotipula is een ondergeslacht van het geslacht van insecten Tipula binnen de familie langpootmuggen (Tipulidae).

## Soorten
Deze lijst van 11 stuks is mogelijk niet compleet.
- T. (Mediotipula) anatoliensis (Theowald, 1978)
- T. (Mediotipula) brolemanni (Pierre, 1922)
- T. (Mediotipula) cataloniensis (Theowald, 1978)
- T. (Mediotipula) caucasiensis (Theowald, 1978)
- T. (Mediotipula) fulvogrisea (Pierre, 1924)
- T. (Mediotipula) galiciensis (Theowald, 1978)
- T. (Mediotipula) mikiana (Bergroth, 1888)
- T. (Mediotipula) nitidicollis (Strobl, 1909)
- T. (Mediotipula) sarajevensis (Strobl, 1898)
- T. (Mediotipula) siebkei (Zetterstedt, 1852)
- T. (Mediotipula) stigmatella (Schummel, 1833)